# Hinx
Hinx – miejscowość i gmina we Francji, w regionie Nowa Akwitania, w departamencie Landy.
Według danych na rok 1990 gminę zamieszkiwało 1117 osób, a gęstość zaludnienia wynosiła 72 osób/km² (wśród 2290 gmin Akwitanii Hinx plasuje się na 387. miejscu pod względem liczby ludności, natomiast pod względem powierzchni na miejscu 732.).